# Бемон (Па де Кале)
Бемон (фр. Bimont) насеље је и општина у североисточној Француској у региону Север-Па д Кале, у департману Па де Кале која припада префектури Montreuil.
По подацима из 2011. године у општини је живело 131 становника, а густина насељености је износила 19,24 становника/km². Општина се простире на површини од 6,81 km². Налази се на средњој надморској висини од 97 метара (максималној 184 m, а минималној 89 m).

## Демографија
| 1962. | 1968. | 1975. | 1982. | 1990. | 1999. | 2011. |
| ----- | ----- | ----- | ----- | ----- | ----- | ----- |
| 112   | 120   | 117   | 106   | 108   | 117   | 131   |

График промене броја становника у току последњих година